# Друга египатска династија
Познати владари, у историји Египта, за Другу династију.
Прва и Друга династија древног Египта се често стављају под заједнички назив, у Рани династички период Египта. Главни град Египта у то доба је био Тинис.
Имена владара Друге династије и доба њихове владавине су предмети расправа. За првих пет владара, већина извора се слаже:
| Име           | Година владавине |
| ------------- | ---------------- |
| Хотепсехемуи  | 38               |
| Ранеб (Небра) | 39               |
| Нинечер       | 40               |
| Венег         | 8                |
| Сенед         | 20               |

Међутим, идентитет следећа два или три владара је нејасан: могуће да су неки од њих одвојено споменути под Хорусовим или Небтијевим (што значи две) именом и својим родним именом; тако да могу бити сасвим различити појединци или то могу бити легендарна имена. Лево у табели су споменути владари које већина египтолога смешта у период; десно су имена која долазе из Манетонове Египтике (Aegyptice):
| Предложени владар | Манетонова листа |
| ----------------- | ---------------- |
| Перибсен          | Каирес           |
|                   | Неферкерес       |
| Секемиб-Перенмат  | Сесокрис         |

Са последњим владаром поновно долази до консензуса:
| Име     | Година владавине |
| ------- | ---------------- |
| Касекем | 17-18            |

Иако Манетон тврди да је главни град био у Тинису, исто као и у доба Прве династије, најмање три краља су покопана у Сакари, што сугерише да се центар моћи померио у Мемфис. Осим тога се врло мало може рећи о догађајима током овог периода; годишњи записи на Камену из Палерма су очувани само на крају владавине Ранеба и у деловима владавине Нинечерa. Један важан догађај се можда догодио за вријеме владавине Касекемија: многи египтолози читају његово име („Две силе су окруњене“) као обележавање уније Горњег и Доњег Египта.

## Хронологија друге династије
Известан број историчара међутим дају ову хронологију: